# Habenaria mandersii
Habenaria mandersii är en orkidéart som beskrevs av Collett och William Botting Hemsley. Habenaria mandersii ingår i släktet Habenaria och familjen orkidéer. Inga underarter finns listade i Catalogue of Life.